# Osmia opima
Osmia opima là một loài Hymenoptera trong họ Megachilidae. Loài này được Romankova mô tả khoa học năm 1985.